# 中山賢一
中山 賢一（なかやま けんいち、1941年8月19日 - ）は、日本の経営者。小松マテーレ代表取締役会長兼社長、日本染色協会会長、石川県染色工業協同組合理事長などを歴任。

## 人物・経歴
1941年（昭和16年）石川県小松市生まれ。石川県立小松高等学校卒業後、1964年同志社大学経済学部卒業
- 1964年（昭和39年）11月 - 小松精練株式会社入社
- 1983年（昭和58年）4月 - 同社 販売部長
- 1983年（昭和58年）6月 - 同社 取締役
- 1985年（昭和60年）6月 - 同社 常務取締役
- 1987年（昭和62年）6月 - 同社 代表取締役社長
- 2003年（平成15年）6月 - 同社 代表取締役会長
- 2006年（平成18年）6月 - 同社 代表取締役会長兼社長
- 2009年（平成21年）6月 - 同社 代表取締役会長[1]
- 2019年（令和元年）9月 - 小松マテーレ 代表取締役会長兼社長[5]
- 2020年（令和2年）6月 - 同社 代表取締役会長[6]